# Heike B. Görtemaker

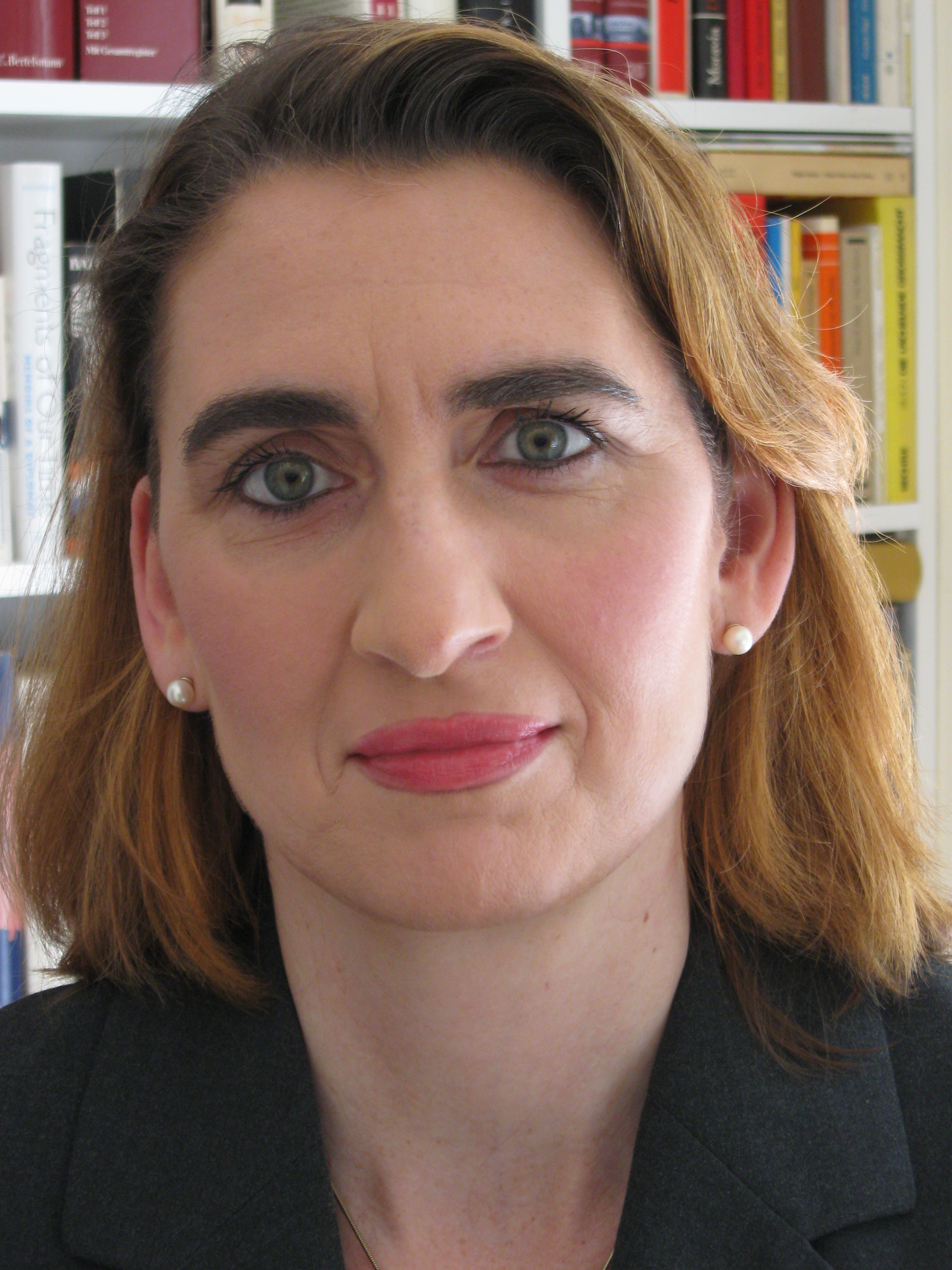
Heike B. Görtemaker (2009)

Heike B. Görtemaker (* 14. Februar 1964 in Bensheim) ist eine deutsche Historikerin. Sie wurde bekannt durch ihre Biografien über Margret Boveri und Eva Braun sowie durch das Buch Hitlers Hofstaat.

## Leben und Wirken
Heike B. Görtemaker wuchs in Schleswig und Kiel auf. Nach dem 1984 am Käthe-Kollwitz-Gymnasium Kiel abgelegten Abitur studierte sie Sozialwissenschaften, Geschichte, Volkswirtschaft und Germanistik an der Universität Bonn, der Freien Universität Berlin und an der Indiana University in Bloomington. Von 1991 bis 1992 war sie freie Mitarbeiterin bei der Berliner Zeitung. Nach dem Magisterabschluss 1992 war Görtemaker bis 1994 Wissenschaftliche Mitarbeiterin der Stiftung Schlösser und Gärten Potsdam-Sanssouci. Anschließend arbeitete sie für Chronos Film, den Fernsehsender N-tv und Siemens. 1998 begann Görtemaker ein Promotionsstudium an der Freien Universität Berlin, wo sie 2004 mit der von Bernd Sösemann betreuten Arbeit Margret Boveri. Journalismus und Politik im Transformationsprozeß von der NS-Diktatur zur Bundesrepublik promoviert wurde. Ihre 2010 erstmals erschienene Biografie über Eva Braun wurde bis 2022 in achtzehn Sprachen übersetzt.
In Hitlers Hofstaat untersucht sie nach Auswertung bisher unbekannter Quellen die Funktion des innersten Kreises um Adolf Hitler, der ihm zum Aufstieg verhalf und ihn loyal unterstützte.
Sie ist mit dem Historiker Manfred Görtemaker verheiratet und lebt in Kleinmachnow.

## Schriften
- Ein deutsches Leben. Die Geschichte der Margret Boveri, 1900–1975. Beck, München 2005, ISBN 3-406-52873-2.
- Eva Braun. Leben mit Hitler. Beck, München 2010, ISBN 978-3-406-58514-2.
- Hitlers Hofstaat. Der innere Kreis im Dritten Reich und danach. Beck, München 2019, ISBN 978-3-406-73527-1.
  - Englisch: Hitler’s court. Pen & Sword Military, Barnsley 2021, ISBN 978-1-5267-9070-5.

## Medien
Zum Buch Eva Braun. Leben mit Hitler gestaltete das Magazin Stern eine Titelgeschichte. Es bildete die Grundlage der Spiegel-TV-Sendung Eva Hitler, geb. Braun – Leben und Sterben mit dem Führer vom 15. März 2010 von Michael Kloft.

### Filmografie
Heike B. Görtemaker wirkte in folgenden Fernsehproduktionen mit.
- 2010: History, Fernsehserie, Folge: Eva Hitler – Die wahre Geschichte
- 2011: Geheimnisse des Dritten Reichs, Fernsehdokumentation
- 2012: Alltag unterm Hakenkreuz, Fernsehdokumentation
- 2012: History, Fernsehserie, Folge: Hitler, wie ich ihn sah – Die Fotografen des Diktators
- 2021: Wie kam Hitler an die Macht? zweiteilige Fernsehdokumentation